# Desmond Fa'aiuaso
Desmond Richmond Fa'aiuaso (Apia, 24 febbraio 1984) è un calciatore samoano, attaccante del Kiwi.

## Carriera

### Club
Ha giocato nel campionato samoano, tahitiano e neozelandese.

### Nazionale
Ha collezionato 17 presenze con la propria Nazionale.